# 神戸市建築文化賞
神戸市建築文化賞（こうべしけんちくぶんかしょう）は、神戸市が主催している賞である。市内に存在する市民に親しまれている建造物を表彰することにより、市民の建築に対する関心を高めるとともに建築文化の発展を目的としている。
1974年に第1回が行われて以来、おおむね3年に1度の頻度で実施されてきており、これまで起業社屋や教育機関から住宅まで様々なタイプの建造物が受賞している。
2011年、本賞と「神戸市景観・ポイント賞」を発展させ、「神戸市都市デザイン賞」を創設した。